# Redoute de la Justice
La redoute de la Justice est une redoute construite à Toul en 1874-1875.

## Origine
Conséquence de la crise diplomatique avec l'Allemagne, on décide d'organiser une ligne de défense à proximité de la place forte de Toul en occupant les emplacements pouvant servir à tirer sur la ville. Construit en terre au départ, l'ouvrage sera finalement organisé comme un petit fort.

## Dates de construction (1874-1875)
- Ordre d'étude de l'ouvrage :  3 décembre 1874
- Approbation du projet par le ministre : 17 décembre 1874
- Adjudication des travaux : Application du marché de Place
- Décret d'utilité publique et d'urgence : 4 décembre 1874
- Commencement des travaux : 20 décembre 1874
- Achèvement de l'ouvrage : 31 décembre 1875

## Coût estimatif de l'ouvrage
Le montant total est estimé à 315 000 francs
- acquisitions : 20 000 francs
- travaux : 295 000 francs

## Armement
L'armement total s'établit à 12 pièces d'artillerie. L'ouvrage ne dispose pas de magasin à poudre. Des abris en bois permettaient le stockage pour l'artillerie.
- Pièces sous tourelle : néant
- Pièces sous casemate : néant
- Pièces de rempart : 10
- Mortiers : 0
- Pièces de flanquement : 2

## Fonction
La redoute pouvait accueillir 104 hommes. L'approvisionnement en eau était assuré par puits d'un débit suffisant. Il n'y avait pas de four à pain et d'infirmerie.
- Officiers : 4
- Sous-officiers : 10
- Soldats :  90

L'ouvrage ne fut jamais modernisé. En 1914, la redoute fut intégrée à la défense du noyau central. Actuellement, la redoute est plus ou moins abandonnée.